# Seitenlader (Schiffstyp)

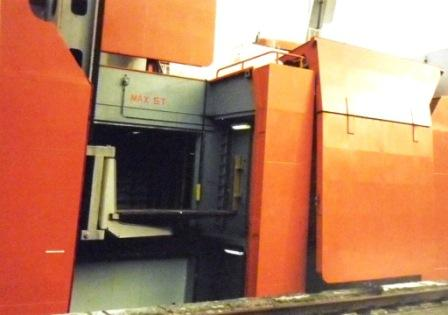
Blick in den geöffneten Kühlladeraum eines Seitenladers

Seitenlader sind Schiffe für einen schnellen Ladungspalettenumschlag, wenn die Ladung nicht über das Oberdeck, sondern durch die Seitenwände be- und entladen werden kann. Dieses Prinzip wurde nach Einführung der Paletten auch bei einigen Kühlschiffen angewendet, mit dem Vorteil, dass sich dadurch ein freies Deck ergibt. Diese Art des Ladungswechsels ist ideal für den Transport von Containern bzw. Kühlcontainern, für die jetzt ein freies Deck zur Verfügung steht.
Etwa 50 bis 60 Kühlschiffe der globalen Gesamtflotte von rund 1.200 Kühlschiffe (größer 100.000 cbft) sind Seitenlader. Es sind vorwiegend die kleineren Schiffe, es zählen jedoch auch einige größere dazu, wie die Kühlschiffe der Cala-Klasse, die bei der Lloyd Werft Bremerhaven verlängert wurden.